# Albrecht Hagemann
Albrecht Hagemann (* 27. Februar 1954 in Detmold) ist ein deutscher Historiker und Gymnasiallehrer.

## Leben und Wirken
Albrecht Hagemann studierte Neuere Geschichte, Osteuropäische Geschichte und Slawistik an den Universitäten München und Bielefeld. 1987/88 promovierte er an der Universität Bielefeld mit einer Arbeit über Südafrika und das „Dritte Reich“. Von 1985 bis 2019 unterrichtete er als Gymnasiallehrer am Ravensberger Gymnasium Herford in den Fächern Evangelische Religionslehre, Geschichte und Sozialwissenschaft. Als Historiker veröffentlicht Hagemann sowohl Biographien über Nelson Mandela, Fidel Castro, Mahatma Gandhi und Hermann Rauschning als auch Bücher über die Geschichte Australiens und Südafrikas. 2019 trat er in den Ruhestand.

## Veröffentlichungen
- Antisemitism in South Africa during World War II. A documentation. In: Simon Wiesenthal center annual, Bd. 4 (1987), S. 263–303.
- Südafrika und das „Dritte Reich“. Rassenpolitische Affinität und machtpolitische Rivalität (= Campus-Forschung, Bd. 628). Campus-Verlag, Frankfurt/M. 1989, ISBN 3-593-34185-9 (= Dissertation Universität Bielefeld).
- Nationalsozialismus, Afrikaaner-Nationalismus und die Entstehung der Apartheid in Südafrika. In: Vierteljahreshefte für Zeitgeschichte, Bd. 39 (1991), S. 413–436.
- Nelson Mandela (= Rowohlts Monographien, Bd. 580). Rowohlt-Taschenbuch-Verlag, Reinbek 1995, ISBN 3-499-50580-0 (8. Aufl. 2013, ISBN 978-3-499-50580-5).
- Bonn und die Apartheid in Südafrika. Eine Denkschrift des Deutschen Botschafters Rudolf Holzhausen aus dem Jahr 1954. In: Vierteljahreshefte für Zeitgeschichte, Bd. 43 (1995), S. 679–706.
- Kleine Geschichte Südafrikas. Beck, München 2001, ISBN 3-406-45949-8 (4. Aufl. 2018, ISBN 978-3-406-72002-4).
- Fidel Castro. Deutscher Taschenbuch-Verlag, München 2002, ISBN 3-423-31057-X.
- Kleine Geschichte Australiens. Beck, München 2004, ISBN 3-406-51101-5 (2. Aufl. 2012, ISBN 978-3-406-63516-8).
- (mit Thomas Paulsen): Kenia. Hotels, Restaurants, Museen … (ADAC-Reiseführer). ADAC-Verlag, München 2008, ISBN 978-3-89905-634-1.
- Südafrika. Nationalparks, Aussichtspunkte, Wanderungen … (ADAC-Reiseführer). Neubearb. Ausg. Travel-House-Media, München 2015, ISBN 978-3-95689-970-6.
- Hermann Rauschning. Ein deutsches Leben zwischen NS-Ruhm und Exil. Böhlau, Köln 2018, ISBN 3-412-51104-8 (645 S.).
- Die Straße der Störche. Deutsche und österreichische Militärexpertise in Syrien und Ägypten und die Antwort Israels (1947–1967). wbg academic, Darmstadt 2023, ISBN 978-3-534-40724-8 (507 S.).